# Prolicaphrium
Prolicaphrium è un genere estinto di mammiferi litopterni, appartenente ai proteroteriidi. Visse nel Miocene inferiore (circa 21 - 18 milioni di anni fa) e i suoi resti fossili sono stati ritrovati in Sudamerica.

## Descrizione
Questo animale doveva essere vagamente simile a un piccolo cavallo e, anche se è noto per fossili incompleti, un'ipotesi ricostruttiva è possibile grazie al raffronto con animali meglio conosciuti quali Thoatherium, Proterotherium e Diadiaphorus. Rispetto a questi ultimi, Prolicaphrium doveva essere più arcaico, soprattutto per quanto riguarda i molari: i sei denticoli primari erano ben sviluppati e indipendenti. L'ultimo molare era dotato di un lobo posteriore ridotto sia nella parte interna che in quella esterna. Prolicaphrium era inoltre caratterizzato da un cranio con ossa nasali molto allungate in avanti, al contrario dei generi precedentemente menzionati. 

## Classificazione
Prolicaphrium fa parte dei proteroteriidi, una famiglia di litopterni dalla corporatura generalmente simile a quella di piccoli cavalli. Il genere Prolicaphrium venne descritto per la prima volta da Florentino Ameghino nel 1902, sulla base di resti fossili ritrovati in terreni dell'inizio del Miocene in Patagonia e considerati appartenere a un animale ancestrale al successivo Licaphrium. Ameghino descrisse due specie: la specie tipo, Prolicaphrium specillatum, e la più conosciuta P. spectabile. Un'altra specie descritta da Ameghino, P. festinum, venne poi attribuita dallo stesso autore a un nuovo genere, Licaphrops, mentre la specie P. sanalfonensis, descritta inizialmentenel 1997 e proveniente dal Miocene medio della Colombia, è stata attribuita più di recente al luovo genere Mesolicaphrium. 